# Mario Veronesi
Mario Nino Veronesi (Mirandola, 20 settembre 1932 – Mirandola, 12 giugno 2017) è stato un imprenditore e farmacista italiano, considerato il "padre" fondatore del distretto biomedicale di Mirandola, in provincia di Modena.

## Biografia
Figlio di Renzo Veronesi, medico condotto, e di Lara Grilli, casalinga, si laureò in farmacia a Bologna e intraprese la professione di informatore medico scientifico per una multinazionale statunitense. Nel 1958 acquistò, facendosi prestare i soldi dalla locale Cassa di risparmio, la farmacia del paese, proprio dietro al Comune (la lascerà nel 1996 alla figlia Cecilia).
Gli viene riconosciuto il merito di aver personalmente contribuito allo sviluppo industriale del distretto biomedicale mirandolese e di aver cambiato il destino economico della zona, da agricola a industriale, al punto da essere definita la "Silicon Valley padana". Dotato di un talento imprenditoriale innato (si riteneva un innovatore ma non un gestore), ha creato numerose aziende senza avere mai avuto la maggioranza del capitale, il resto era dei suoi collaboratori. Ancora nel febbraio 2007 operava come imprenditore nell'ultima azienda da lui fondata. Stava lavorando allo sviluppo della dialisi domestica. Ha lottato quindici anni contro la nefroangiosclerosi. Dal 2012 era lui stesso un paziente dializzato.
Muore a Mirandola all'età di 84 anni. In occasione dei funerali è stato proclamato il lutto cittadino.
Dopo la morte, il Tecnopolo di Mirandola è stato ribattezzato Tecnopolo Mario Veronesi.

## Le aziende fondate

### Miraset
Durante le sue visite negli istituti clinici come rappresentante farmaceutico, nota come la procedura di sterilizzazione dei tubi in lattice riutilizzabili allora utilizzati per le trasfusioni di sangue fosse complessa e non esente da rischi di contaminazione. Intuendo che prodotti usa e getta sterilizzati all'origine avrebbero potuto rappresentare un'innovazione di successo, nel 1962 avviò una produzione artigianale nel garage della propria abitazione, fondando la società Miraset con soli tre dipendenti.
La Miraset si occupa effettivamente solo dell'assemblaggio di componenti, prodotti su disegno da officine della zona.

### Sterilplast
Nel novembre 1964, con il contributo di alcuni amici tra cui c'è sempre un compagno di università, Carlo Gasparini, mutò la ragione sociale dell'azienda in Sterilplast, società per azioni. Con 15 dipendenti iniziò ad assumere una connotazione industriale, trasferendosi in una struttura appropriata dove iniziò la produzione  in proprio di molti dei componenti necessari. Con tale azienda venivano prodotti tubicini per la fleboclisi. In seguito iniziò la produzione anche di sonde, sondini e cateteri, che vennero commercializati anche in Germania.

### Dasco
Raccogliendo i suggerimenti di alcuni medici padovani, nel 1966 mise assieme un gruppo di tecnici meccanici ed elettrotecnici ai quali chiese di sviluppare un rene artificiale, ad imitazione di un prodotto americano non ancora brevettato, e con il supporto del professor Piero Confortini dell'Ospedale Civile Maggiore di Verona, pioniere dei trapianti renali in Italia.
Il rene artificiale avrebbe consentito il trattamento della insufficienza renale tramite emodialisi, terapia non ancora diffusa in Italia negli anni sessanta, con l'eccezione di alcuni centri di sperimentazione. La divisione apparecchiature della Sterilplast venne ridenominata Dasco (acronimo di Dialysis Apparatus Scientific COmpany). L'apparecchiatura di Veronesi fu innovativa e molto richiesta, così da far salire i dipendenti a 300 e permettere una forte espansione in Europa con l'apertura di uffici commerciali in Francia, Spagna, Germania, Belgio ed Olanda. In seguito l'azienda dismise il nome Sterilplast ed assunse ufficialmente quello di Dasco.
A causa dei forti ritardi cronici nei pagamenti da parte delle strutture sanitarie nazionali (24-28 mesi di ritardo), Veronesi si rese conto di non poter competere con le multinazionali e nel 1969 cedette il controllo della Dasco alla casa farmaceutica svizzera Sandoz. Veronesi rimase comunque alla guida della società ancora per un paio di anni.
Negli anni settanta fu avviata una collaborazione con l'azienda statunitense Bentley specializzata nei dispositivi monouso per la cardiochirurgia a cuore aperto. La Dasco venne poi acquisita dalla Sandoz Pharmaceuticals, in seguito dalla svedese Gambro, a sua volta acquistata dall'americana Baxter International
Secondo alcune voci, l'origine del nome Dasco sembra dovuta alle incognite che riservava la creazione del rene artificiale, ovvero che fosse tutto "da scoprire". Dipendenti "veterani" affermano invece che il nome è l'acronimo di Divisione Apparecchiature Scientifiche Company, per distinguere la produzione dei macchinari da quella dei dispositivi in plastica della azienda "sorella maggiore" Sterilplast.

### Bellco
Nel 1973, con l'appoggio degli amici-investitori storici e con le risorse finanziarie ricavate dalla vendita della Dasco, Veronesi fondò la Bellco per produrre con una sessantina di dipendenti sistemi di dialisi in concorrenza con la Dasco. Ridusse al minimo i tempi di startup grazie anche all'assunzione di un nutrito gruppo di tecnici esperti della concorrente. Il successo dell'operazione, con la quale riuscì ad azzerare il proprio debito (lasciato in "eredità" al nuovo proprietario della Dasco), lo convinsero a ripetere l'operazione nel 1977 con la vendita della Bellco al gruppo Eni. Dal 2016 a Bellco fa parte del gruppo Medtronic.
Secondo la testimonianza dello stesso Veronesi, il significato di Bellco derivò da "Bella compagnia", in riferimento al nucleo di amici co-investitori che lo seguì in questa impresa.

### Dideco
Veronesi ripartì di nuovo con una nuova azienda, la Dideco, operante tuttavia in un settore parallelo del biomedicale, anche se di tecnologia similare: sistemi ossigenatori per cardiochirurgia, autotrasfusione e plasmaferesi. Lo stabilimento venne costruito nel 1984, 250 i  dipendenti.
Oramai la vocazione di Veronesi è quella di creare aziende. Così nel 1986 cedette la Dideco al gruppo Pfizer.
Il significato di Dideco, secondo alcune voci, pare sia "Dieci della compagnia". È verosimile, invece, che "Dideco" sia l'acronimo di DIsposable DEvice COmpany.

### Mallinckrodt Dar|Dar
Nel 1986 fondò con il 45% del capitale la Darex (successivamente ribattezzata Dar a seguito di una disputa legale con un'omonima società americana che produceva tappi di plastica) in concorrenza con Dideco. Ma inventò anche un mercato che prima non esisteva, quello dei "circuiti per la respirazione sia in anestesia che in rianimazione". Ancora una volta, dopo un nuovo successo imprenditoriale con un nuovo stabilimento e 280 dipendenti, la Dar venne venduta nel 1994 al colosso Tyco-Mallinkrodt, che la rinominò in Mallinckrodt Dar.
La Dar è attualmente denominata Medtronic Covidien Mallinckrodt Dar.

### Starmed
L'ultima azienda creata da Veronesi è la Starmed, fondata nel 2003 assieme all'amico Libero Luppi e concentrata principalmente nello sviluppo di dispositivi medici monouso per ventilazione non invasiva.

## Economia del distretto industriale
Le conseguenze, sul piano economico, della presenza di queste realtà industriali nel distretto mirandolese sono molto importanti anche grazie all'indotto: i dati dell’Osservatorio sul settore biomedicale del distretto mirandolese relativi all'anno 2000 enumerano più di 70 imprese (che salgono a 140 con l'indotto) con un numero di addetti pari a circa 3.660 unità, per un fatturato di circa 568 milioni di euro ed una quota di prodotto esportata pari a circa il 61%.
La relativa facilità con cui è possibile reperire nel distretto mirandolese tecnologie e risorse umane esperte hanno convinto molti altri produttori del settore ad impiantarvi stabilimenti o laboratori di ricerca. Tuttavia si sta osservando anche in questa area una sensibile riduzione a favore di paesi con un più basso costo del lavoro.

## Opere
- Mario Veronesi e Roberto G. Rolando, La plastica della vita. La storia del farmacista mirandolese che creò nel nostro Paese l'industria biomedicale e che costrui il primo rene artificiale italiano. Mario Veronesi raccontato e intervistato da Roberto G. Rolando, Milano, Italcards, 2001. Riedizione: Modena, Artestampa, 2017, ISBN 978-88-6462-567-6.